# Morvant
Morvant ist eine Stadt in Trinidad und Tobago. Sie liegt im East-West Corridor in der Region San Juan-Laventille. Politisch gehört sie zum Wahlbezirk Laventille East/Morvant.

## Lage
Morvant liegt im Norden der Insel Trinidad, mitten im East-West Corridor, der südlich der Northern Range von Westen nach Osten verlaufenden Metropolregion der Landeshauptstadt Port of Spain. Da Port of Spain im Norden durch die Northern Range und im Süden durch den Caroni Swamp begrenzt ist, weitete sich die Stadt im Laufe der Zeit nach Osten aus. Der dadurch entstandene East-West-Corridor ist so dicht besiedelt, dass früher eigenständige Städte heute fließend ineinander übergehen und eher den Charakter von Stadtteilen der Hauptstadt-Agglomeration haben. Formell sind sie jedoch weiterhin unabhängig. Im Westen grenzt Morvant an den Stadtteil Gonzales von Port of Spain, im Südosten an Barataria und im Osten an San Juan; im Norden ragt die Northern Range empor, in deren Hänge sich Morvant erstreckt. Im Südwesten grenzt die Stadt an Laventille, mit dem sie umgangssprachlich oft zu "Morvant/Laventille" zusammengefasst wird. Morvant gliedert sich in die communities Marie Road, Mon Repos, Morvant Proper und Never Dirty.

## Geschichte
In den 1840er-Jahren siedelten sich freigelassene, afrikanischstämmige Sklaven auf dem dicht bewaldeten Gebiet des heutigen Morvant an. 1939 wurde das Areal von der Stadt Port of Spain großflächig gerodet und erschlossen und im Rahmen eines Bebauungsplan als dringend benötigtes Wohngebiet vor den Toren der Stadt ausgewiesen. Im 21. Jahrhundert ist die Stadt primär für ihre hohe Kriminalitätsrate bekannt, 2004 geschahen fast 20 % aller Tötungsdelikte des Landes in Morvant/Laventille.

## Wirtschaft und Verkehr
Morvant liegt im unmittelbaren Einzugsgebiet von Port of Spain und ist darauf infrastrukturell eingerichtet. Im Süden Morvants verläuft die Eastern Main Road, eine der Hauptverkehrsadern Trinidads. Entlang der östlichen Grenze zu San Juan und im weiteren Verlauf entlang der Nordgrenze Morvants verläuft die Lady Young Road, eine alternative Einfallstraße nach Port of Spain. Kleine Teile Morvants sind nicht an das örtliche Wasser- und Abwassernetz angeschlossen.
Massy Motors, Trinidads größter Fahrzeugimporteur mit einem Anteil von 40 % am Pkw-Fahrzeugbestand des Landes, hat seinen Sitz in Morvant. Auch House of Angostura hat seinen Hauptsitz in der Stadt.

## Einrichtungen
Der Coconut Drive Recreation Ground ist das Heimatstadion des trinidadischen Fußball-Erstligisten Morvant Elements.

## Kultur
Morvant ist Heimat der Steelbands Morvant Ebonites und Caribbean Paradise. Das "Sweet Morvant"-Festival, ein viertägiges Festival verschiedener Kunstrichtungen, findet seit 2014 in Morvant statt.

## Persönlichkeiten
- Ataklan (Rapso-Sänger)
- Hugo Gittens (* 1936, Gewichtheber)
- Robert Primus (* 1990, Fußballer)